# Fotoliaza

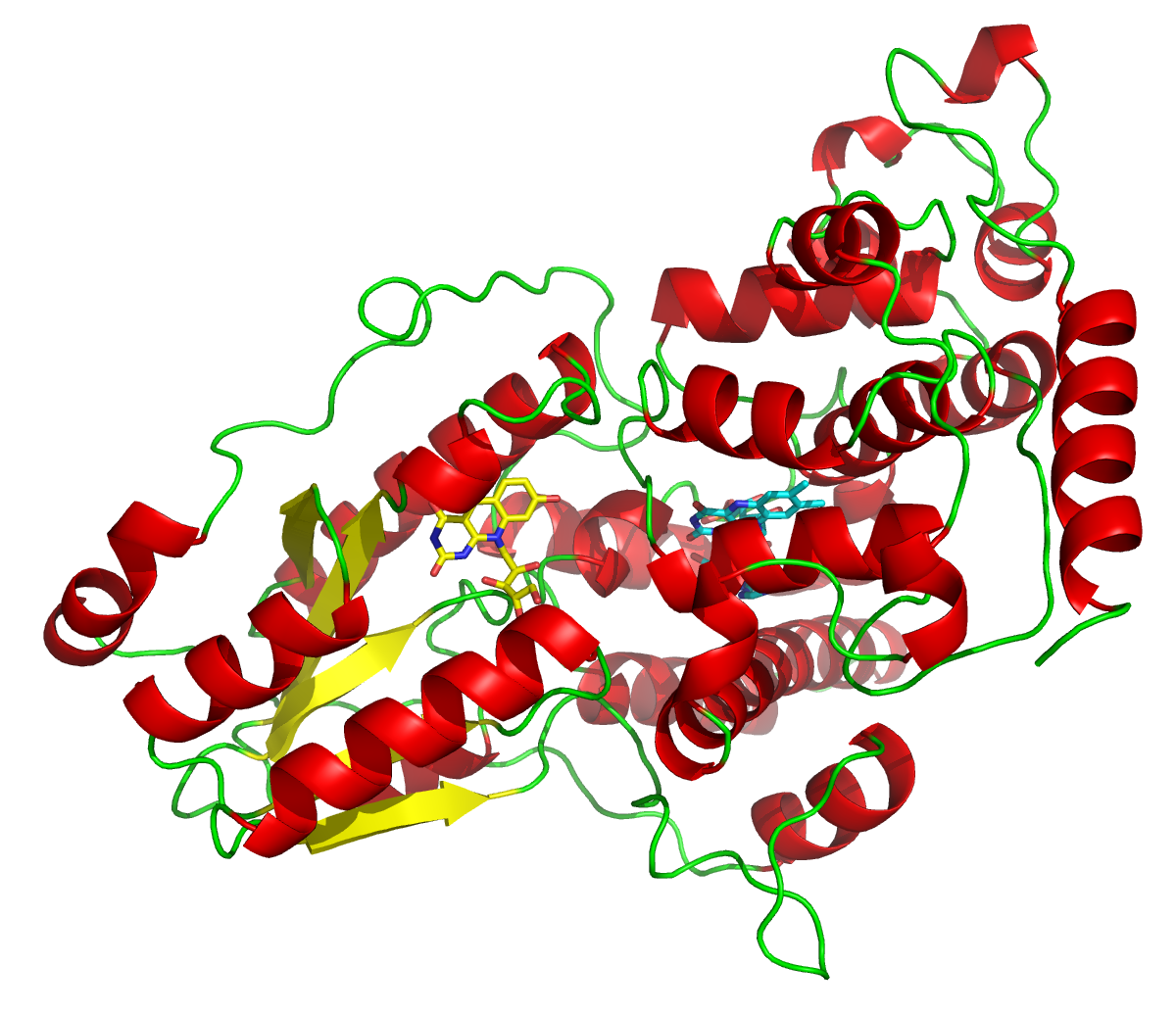
Fotoliaza deazaflawinowa Anacystis nidulans, zaznaczono dwa kofaktory: FADH_{2} (żółty) i 8-HDF (niebieski)

Fotoliaza – enzym wiążący komplementarne nici DNA i rozbijający dimery pirymidynowe, w tym dimery tymidynowe, które zazwyczaj powstają wskutek ekspozycji na promieniowanie ultrafioletowe. Dimery pirymidynowe powstają, gdy para tymin lub cytozyn tej samej nici DNA połączy się ze sobą, tworząc zniekształcenie struktury podwójnej helisy w miejscu uszkodzenia. Fotoliaza wykazuje wysokie powinowactwo do tych zmienionych fragmentów DNA i odwracalnie wiąże zmienioną cząsteczkę DNA, a następnie rozbija dimer, wykorzystując zaabsorbowaną energię świetlną. Fotoliazy jako enzymy naprawy DNA działają, gdy na komórkę pada promieniowanie (preferencyjnie niebieska i fioletowa część pasma). Ten proces naprawy jest nazywany fotoreaktywacją.
Fotoliazy są flawoproteinami i posiadają dwa absorbujące światło kofaktory. Wszystkie fotoliazy zawierają zredukowany FAD; w zależności od drugiego kofaktora, którym może być pteryna metylenotetrahydrofolianu (MTHF) albo deazaflawina 8-hydroksy-7,8-didemetylo-5-deazaryboflawiny (8-HDF), dzielą się na fotoliazy folianowe i fotoliazy deazaflawinowe, odpowiednio. Chociaż tylko FAD odpowiada za aktywność enzymatyczną fotoliaz, drugi kofaktor znacząco przyspiesza tempo reakcji w warunkach słabego oświetlenia. Reakcja enzymatyczna zachodzi dzięki przepływowi elektronów, gdzie zredukowany kofaktor FADH2 działa jako donor elektronów, rozbijających dimer pirymidynowy.